# Sannio spumante metodo classico
Il Sannio spumante metodo classico è un vino DOC la cui produzione è consentita nella provincia di Benevento.

## Caratteristiche organolettiche
- colore: paglierino o rosa più o meno intenso
- odore: gradevole, caratteristico
- sapore: secco, armonico, fresco

## Produzione
Provincia, stagione, volume in ettolitri
- nessun dato disponibile